# Elezioni parlamentari in Giappone del 2000
Le elezioni parlamentari in Giappone del 2000 si tennero il 25 giugno per il rinnovo della Camera dei rappresentanti. In seguito all'esito elettorale, Yoshirō Mori, esponente del Partito Liberal Democratico, fu confermato Primo ministro; nel 2001 gli successe Jun'ichirō Koizumi, espressione del medesimo partito.

## Risultati
| Liste                            | Proporzionale | Proporzionale | Proporzionale | Maggioritario | Maggioritario | Maggioritario | Totale seggi |
| Liste                            | Voti          | %             | Seggi         | Voti          | %             | Seggi         | Totale seggi |
| -------------------------------- | ------------- | ------------- | ------------- | ------------- | ------------- | ------------- | ------------ |
| Partito Liberal Democratico      | 16 943 425    | 28,31         | 56            | 24 945 806    | 40,97         | 177           | 233          |
| Partito Democratico del Giappone | 15 067 990    | 25,18         | 47            | 16 811 732    | 27,61         | 80            | 127          |
| Kōmeitō                          | 7 762 032     | 12,97         | 24            | 1 231 753     | 2,02          | 7             | 31           |
| Partito Comunista Giapponese     | 6 719 016     | 11,23         | 20            | 7 352 843     | 12,08         | -             | 20           |
| Partito Liberale                 | 6 589 490     | 11,01         | 18            | 2 053 736     | 3,37          | 4             | 22           |
| Partito Socialdemocratico        | 5 603 680     | 9,36          | 15            | 2 315 234     | 3,80          | 4             | 19           |
| Lega Liberale                    | 660 724       | 1,10          | -             | 1 071 012     | 1,76          | 1             | 1            |
| Nuovo Partito Conservatore       | 247 334       | 0,41          | -             | 1 230 464     | 2,02          | 7             | 7            |
| Assemblea degli Indipendenti     | 151 345       | 0,25          | -             | 652 138       | 1,07          | 5             | 5            |
| Altri                            | 99 565        | 0,17          | -             | 250 681       | 0,41          | -             | -            |
| Indipendenti                     | 0             | 0,00          | -             | 2 967 069     | 4,87          | 15            | 15           |
| Totale                           | 59 844 601    | 100           | 180           | 60 882 468    | 100           | 300           | 480          |

- Per la quota maggioritaria, i voti conseguiti dalle liste e il totale dei voti validi si intendono approssimati per difetto (senza parte decimale).